# Dobrá (district de Trebišov)
Pour les articles homonymes, voir Dobrá.
Dobrá (en hongrois : Kisdobra) est un village du district de Trebišov, dans la région de Košice, en Slovaquie.

## Histoire
La première mention écrite du village date de 1323.
La localité fut annexée par la Hongrie après le premier arbitrage de Vienne le 2 novembre 1938. En 1938, on comptait 586 habitants dont 9 d'origines juives. Elle faisait partie du district de Medzibodrožie (hongrois : Bodrogközi járás). Durant la période 1938 - 1944, le nom hongrois Kisdobra était d'usage. À la libération, la commune a été réintégrée dans la Tchécoslovaquie reconstituée.

## Démographie

### Évolution de la population
| Année:               | 1994. | 2004.    | 2014.    | 2024.   |
| -------------------- | ----- | -------- | -------- | ------- |
| Nombre de personnes: | 353   | 414      | 487      | 505     |
| Différence:          |       | +17,28 % | +17,63 % | +3,69 % |

| Année:               | 2023. | 2024.   |
| -------------------- | ----- | ------- |
| Nombre de personnes: | 507   | 505     |
| Différence:          |       | -0,39 % |

## Transports
Le village possède une gare sur la ligne de chemin de fer 190 Košice - Čierna nad Tisou.